# Inopeplus decellei
Inopeplus decellei là một loài bọ cánh cứng trong họ Salpingidae. Loài này được Slipinski miêu tả khoa học năm 1981.